# Castro FC
Castro FC is een Spaanse voetbalclub uit Castro Urdiales die uitkomt in de Tercera División. De club werd in 1952 opgericht.